# Пульмівська сільська рада
Пульмівська сільська рада — адміністративно-територіальна одиниця та орган місцевого самоврядування в Шацькому районі Волинської області (Україна) з адміністративним центром у селі Пульмо.

## Загальні відомості
Водойми на території, підпорядкованій раді: озера Пулемецьке, Світязьке, Луке, Чорне Мале.

## Населені пункти
Сільській раді підпорядковані населені пункти:
- с. Пульмо
- с. Вільшанка
- с. Залісся
- с. Кошари

## Населення
Згідно з переписом УРСР 1989 року чисельність наявного населення сільської ради становила 1983 особи, з яких 961 чоловік та 1022 жінки.
За переписом населення України 2001 року в сільській раді мешкали 1834 особи.

### Мова
Розподіл населення за рідною мовою за даними перепису 2001 року:
| Мова       | Відсоток |
| ---------- | -------- |
| українська | 98,64 %  |
| російська  | 1,04 %   |
| білоруська | 0,27 %   |
| угорська   | 0,05 %   |

## Склад ради
Рада складається з 16 депутатів та голови.

### Керівний склад ради
| ПІБ                        | Основні відомості                                                 | Дата обрання | Дата звільнення |
| -------------------------- | ----------------------------------------------------------------- | ------------ | --------------- |
| Гловацький Федір Панасович | Сільський голова, 1953 року народження, освіта, безпартійний      | 26.03.2006   | 31.10.2010      |
| Гловацький Федір Панасович | Сільський голова, 1953 року народження, освіта вища, безпартійний | 31.10.2010   |                 |

Примітка: таблиця складена за даними джерела